# Canon EF-M (objektivfattning)

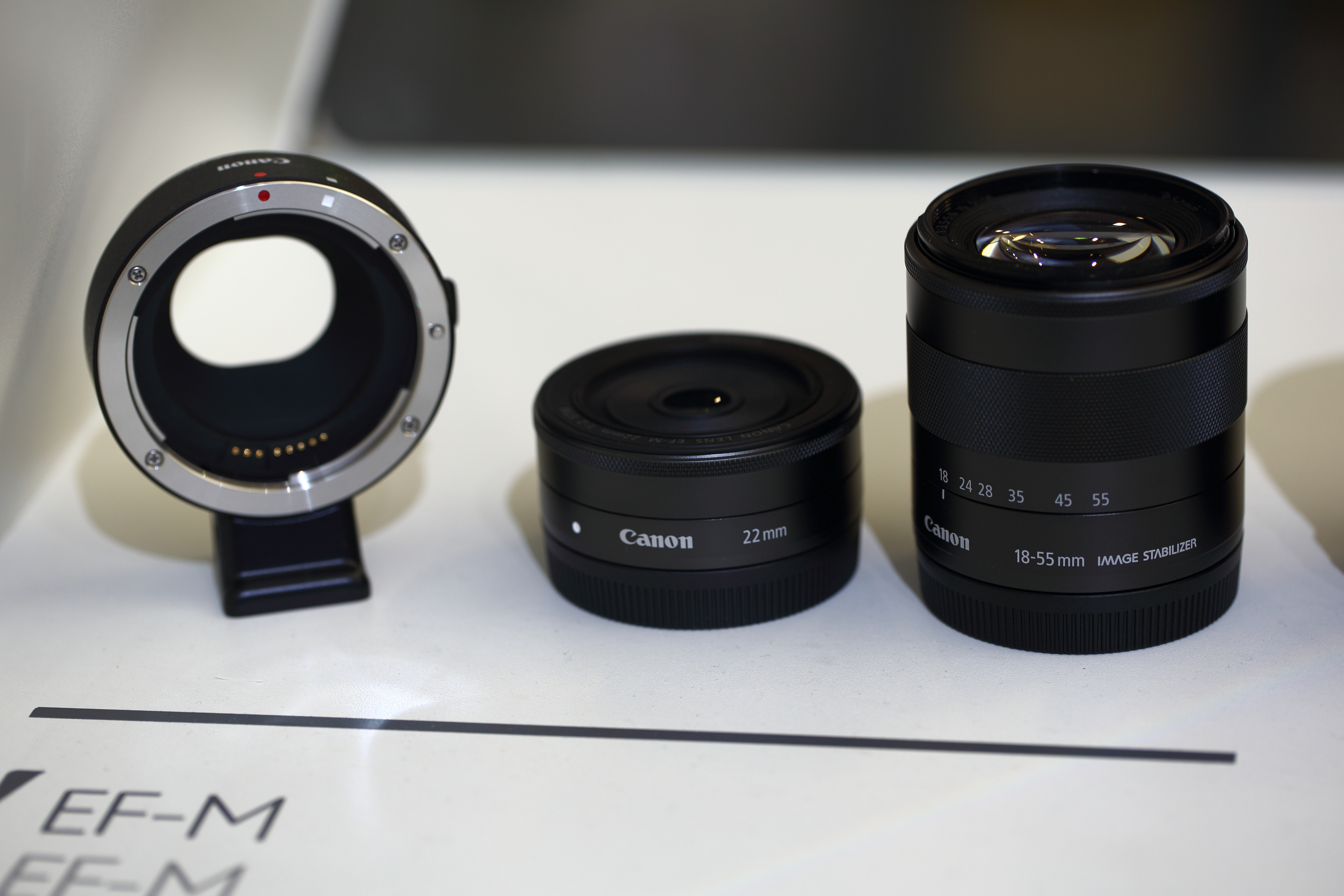
Canon EF/EF-S adapter, 22mm objektiv och ett 18-55mm standardzoomobjektiv

Objektivfattning Canon EF-M introducerades under 2012 och är en vidareutveckling av fattningen Canon EF för användning tillsammans med den spegellösa systemkameran Canon EOS M. Den har ett registeravstånd på 18 mm (till skillnad från fattningarna EF och EF-S med 44 mm registeravstånd), men eftersom den är utformad att användas med en APC-sensor har den samma skalningsfaktor (ungefär 1,6) som EF-S-objektiv. Detta gör det möjligt att genom användning av en Canon-tillverkad adapter använda samtliga objektiv i EF- och EF-S-serien med fattningen EF-M. Det omvända är dock inte möjligt.

## Lista över EF-M kompatibla kameror
Kameror som har EF-M fattningen:
- EOS M
- EOS M2
- EOS M3
- EOS M5
- EOS M6
- EOS M10
- EOS M50
- EOS M100

## Lista på EF-M-objektiv
| Brännvidd | Effective brännvidd (×1.6 förlängningsfaktor) | Bländarintervall | Introducerad | Makro | USM | STM | IS  | L-serie | DO  |
| --------- | --------------------------------------------- | ---------------- | ------------ | ----- | --- | --- | --- | ------- | --- |
| 11-22 mm  | 17.6-35.2 mm                                  | f/4-5.6          | 2013         | Nej   | Nej | Ja  | Ja  | Nej     | Nej |
| 15-45 mm  | 24-72 mm                                      | f/3.5-6.3        | 2015         | Nej   | Nej | Ja  | Ja  | Nej     | Nej |
| 18–55 mm  | 28.8–88 mm                                    | f/3.5–5.6        | 2012         | Nej   | Nej | Ja  | Ja  | Nej     | Nej |
| 18–150 mm | 28.8-240 mm                                   | f/3.5–6.3        | 2016         | Nej   | Nej | Ja  | Ja  | Nej     | Nej |
| 55-200 mm | 88-320 mm                                     | f/4.5–6.3        | 2014         | Nej   | Nej | Ja  | Ja  | Nej     | Nej |
| 22 mm     | 35.2 mm                                       | f/2              | 2012         | Nej   | Nej | Ja  | Nej | Nej     | Nej |
| 28 mm     | 45 mm                                         | f/3.5            | 2016         | Ja    | Nej | Ja  | Ja  | Nej     | Nej |
| 32 mm     | 51.2 mm                                       | f/1.4            | 2018         | Nej   | Nej | Ja  | Nej | Nej     | Nej |